# Dirphya pseudonigriceps
Dirphya pseudonigriceps är en skalbaggsart som först beskrevs av Stefan von Breuning 1950.  Dirphya pseudonigriceps ingår i släktet Dirphya och familjen långhorningar. Inga underarter finns listade i Catalogue of Life.